# William Harcourt (3e comte Harcourt)
William Harcourt, 3e comte Harcourt, (20 mars 1743 - 17 juin 1830) est un noble et un officier britannique.  

## Carrière militaire
Il est le fils cadet de Simon Harcourt, 1er comte Harcourt et Rebecca Samborne Le Bas. Il commence sa carrière comme enseigne dans le Grenadier Guards le 10 août 1759. Il devient capitaine des 16th Light Dragoons, un régiment qui est levé aux frais de son père et est connu sous le nom de « Cheval noir de Harcourt », le 27 octobre 1759. Il est transféré au 3rd Dragoons le 30 juin 1760 et ensuite envoyé dans le Duché de Mecklembourg-Strelitz (avec son père) pour escorter la future épouse du roi George III en Angleterre. En reconnaissance de cette mission, il est nommé écuyer de Charlotte de Mecklembourg-Strelitz plus tard cette année-là. 
Il est aide de camp de George Keppel (3e comte d'Albemarle) pour l'expédition à La Havane en 1762 pendant la guerre de Sept Ans. Il est promu lieutenant-colonel et reçoit le commandement du 31e régiment d'infanterie en novembre 1764, du 4th Light Dragoons en avril 1765 et du 16th Light Dragoons en juin 1768. 
En 1766, il est nommé valet de la chambre à coucher du roi George III, poste qu'il occupe jusqu'en 1808, date à laquelle il est nommé maître des robes jusqu'en 1809, après quoi il est maître du cheval de la reine jusqu'en 1818. Il siège au Parlement en tant que député d'Oxford de 1768 à 1774 . 
Il commande le 16th Light Dragoons lors de la Bataille de White Plains en octobre 1776, puis capture le général Charles Lee à Basking Ridge en décembre 1776 pendant la Guerre d'indépendance des États-Unis. Promu colonel le 29 août 1777, il devient aide de camp du roi en septembre 1777 et colonel honoraire des 16e dragons légers en octobre 1779. Il achète St Leonard Hill à Clewer au duc de Gloucester en 1781 et, après avoir été promu Major général le 20 novembre 1782, il est nommé gardien adjoint de Windsor Great Park. 
Promu Lieutenant général le 18 octobre 1793, il commande la cavalerie britannique lors de la bataille de Willems en mai 1794 pendant la campagne de Flandre. Nommé gouverneur de Fort William le 21 mars 1794, il succède au duc d'York en tant que commandant pendant la campagne de Flandre et supervise la retraite britannique et leur évacuation finale de Brême au printemps 1795. À son retour, il est nommé gouverneur de Kingston-upon-Hull. 
Il est promu général à part entière le 1er janvier 1798 et il devient le premier gouverneur du Collège militaire royal de Great Marlow en juin 1801. Nommé lieutenant-adjoint de Berkshire en novembre 1801 il succède à son frère aîné, George Harcourt (2e comte Harcourt), au comté en avril 1809 et est nommé gouverneur de Portsmouth en juillet 1811. Nommé Chevalier Grand-Croix de l'Ordre du Bain le 20 mai 1820 et promu maréchal le 17 juillet 1821, Harcourt porte le drapeau de l'Union lors du couronnement de George IV le 19 juillet 1821. Il devient gouverneur de Plymouth en 1827. 
Il est décédé à St Leonard's Hill le 17 juin 1830 et est enterré à Stanton Harcourt dans l'Oxfordshire. Les domaines passent à un cousin, Edward Vernon, qui est Archevêque d'York. En héritant des domaines, Vernon change son nom pour Harcourt. Des statues de Lord Harcourt sont commandées à Robert William Sievier et érigées à l'église St Michael à Stanton Harcourt et à la chapelle St George, au château de Windsor. 

## Famille
Le 3 septembre 1778, il épouse Mary, veuve de Thomas Lockhart de Craig House en Écosse et fille du révérend W. Danby de Farnley dans le Yorkshire du Nord ; ils n'ont pas d'enfants. 